# چارلزتاون (ایندیانا)
چارلزتاون (به انگلیسی: Charlestown) شهری در کلارک کانتی، ایالت ایندیانا، ایالات متحده آمریکا است.

## جغرافیا
چارلزتاون در موقعیت ۳۸°۲۷′۷″ شمالی ۸۵°۴۰′۲″ غربی / ۳۸٫۴۵۱۹۴°شمالی ۸۵٫۶۶۷۲۲°غربی قرار گرفته است. این شهر مساحتی در حدود ۶ کیلومتر مربع دارد. در سرشماری سال ۲۰۱۰، جمعیت این شهر ۷٬۵۸۵ نفر اعلام شد.